# Chebli
Pour les articles homonymes, voir Chebli (homonymie).
Chebli, en tamazight de l'Atlas blidéen : Cebli, tifinagh : ⵛⴻⴱⵍⵉ est une commune de la wilaya de Blida en Algérie.

## Géographie

### Localisation
La commune de Chebli est située au nord-est de la wilaya de Blida, à environ 23 km au nord-est de Blida et à environ 29 km au sud d'Alger et à environ 50 km au nord-est de Médéa
|          | Ouled Chebel (wilaya d'Alger) | Sidi Moussa (wilaya d'Alger) |
| Boufarik | Chebli                        | Bougara                      |
|          | Bouinan                       | Hammam Melouane              |

### Localités de la commune
Lors du découpage administratif de 1984, la commune de Chebli est constituée à partir des localités suivantes :
- Chebli
- Centre Massouma
- Centre de Tabaïnette
- Centre de Khoddem
- Centre de Ben Ramdane
- Centre de Bencharif
- Centre de Bensari

## Histoire
Chebli a été un district de Boufarik, depuis la création du Centre de peuplement, le 21 juillet 1854 par M. Raval, jusqu'à son détachement, par décret impérial du 22 août 1861, et son érection en commune de plein exercice, avec la ville de Birtouta comme annexe, et dotée de son propre conseil municipal. Chebli, de son vrai nom terre de Djebli [Chebli tire son nom des Ouled-Chebel fils de lion][réf. nécessaire].
Le projet initial du tracé urbain de la ville établi en 1853 par un architecte du nom de Montfort, comportait 40 lots rectangulaires, l'ensemble étant inscrit dans rectangle parfait.
Le quartier le plus connu est le quartier Zitouni la place ou se trouve la statue des deux amants.
La légende raconte qu'au création de cette ville un Chebli et une Zitouni se sont mariés sur cette place. La Zitouni est parti dans le haut Sahara créer une ville à son nom elle décéda au terme de son ouvrage Le Chebli qui a créé la ville avec la zitouni a appelé la ville chebli (car la Zitouni porte le même nom en raison du mariage) et pour rendre hommage à sa bien-aimée il fut érigé une statue et renommer le quartier en son nom de jeune fille.

## Évolution démographique
| 1884  | 1892  | 1897  | 1902  | 2008   |
| ----- | ----- | ----- | ----- | ------ |
| 2 387 | 2 518 | 2 934 | 3 224 | 29 660 |